# Lubnea, Semenivka
Lubnea (în ucraineană Лубня) este un sat în comuna Ciornîi Rih din raionul Semenivka, regiunea Cernihiv, Ucraina.

## Demografie
Componența lingvistică a localității Lubnea
     Ucraineană (96,39%)
     Rusă (3,61%)
Conform recensământului din 2001, majoritatea populației localității Lubnea era vorbitoare de ucraineană (96,39%), existând în minoritate și vorbitori de rusă (3,61%).